# 曹佾
曹佾（1018年—1089年），字公伯，又名景休，北宋真定府灵寿县人，是曹彬的孙子、宋仁宗慈圣皇后的弟弟，因此又稱曹國舅。

## 生平
他性情温和，通晓音律，善于围棋、射箭，喜欢赋诗。开始任右班殿直，官至殿前都虞候，安化军留后。出知澶州、青州、许州，後知河阳。为保静保平军节度使、同中书门下平章事，加兼侍中，封济阳郡王。元丰年间，为护国军节度使，司徒兼中书令为中太一宫使。宋哲宗即位，加少保。曹佾死后赠太师，追封沂王。

## 相關傳說
八仙之中的曹国舅即曹佾。

### 道教故事
曹國舅其弟「小國舅」，自恃為皇帝的外戚，飼養遊俠奸險之徒，屢屢掠奪民間土地、財物，侵犯百姓。國舅屢屢勸小國舅，小國舅都不聽。於是國舅散盡家財，布施天下貧苦，想為他補過。後來小國舅被彈劾、流放，失去爵位，國舅心灰意冷，把所有餘財捐出，棄官出家，入山修行，從此遁跡山林，葛巾野服，矢志修道學仙。一天巧遇鍾離權和呂洞賓兩仙，兩仙見曹國舅對答如流，甚喜，授以《還真秘旨》，令他精心修練，練成之後，引入仙班。
八仙中，曹的事蹟最少，出處最晚。

### 民間傳說

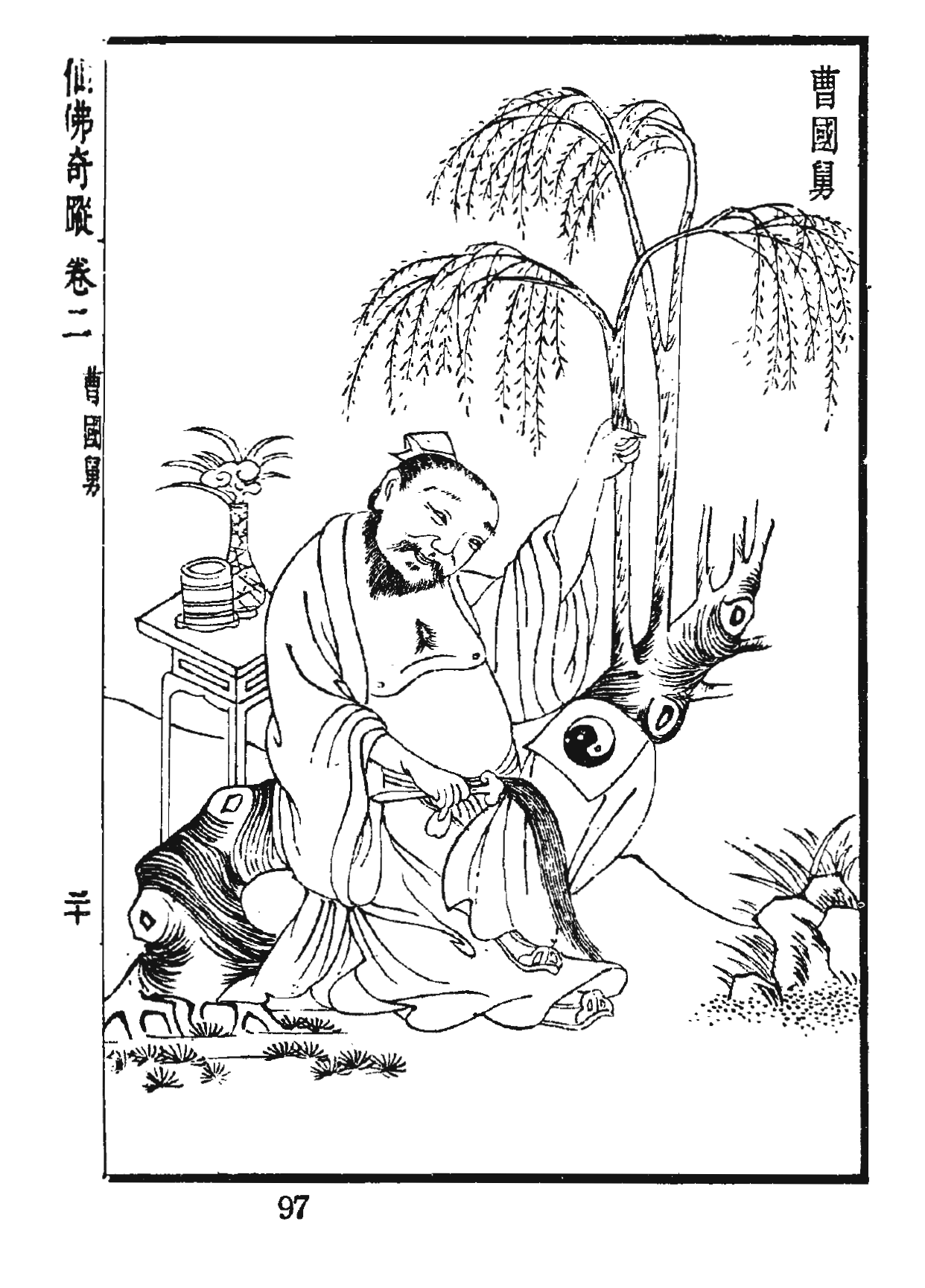
曹國舅

民間傳說中，「大國舅」曹景休的弟弟「小國舅」曹景植因貪慕一名秀才妻子的美色，把秀才絞死，強佔其妻。秀才的冤魂向開封府府尹包拯託夢，於是包拯查究此案。
曹景植為了脫罪，對秀才的妻子下殺手，以絕後患，將其推入井中，卻被她逃脫；妻子爬出井後，遇上曹景休的車駕路過，以為遇上了包拯，攔轎申冤。曹景休為了袒護弟弟，令手下打死她，棄屍小巷。
豈料妻子只是暈厥，並未死去，清醒後親自來到了開封府衙門，向包拯喊冤。包拯問明真情後，設計將曹景休兩兄弟監禁。連宋仁宗、曹皇后親自求包拯把二人從輕發落，他也不從，下令處決兩位國舅。宋仁宗於是決意特赦，但詔書抵達衙門之前，包拯已探知消息，故先斬殺了元兇曹景植，才將依照敕令將曹景休放歸。
曹景休獲釋後，出家為道士，苦心修道，感動了雲遊中的呂洞賓真人，呂真人加以指引，終於使他得道，位列八仙。

## 影視作品
- 1976年大陸版戲曲電影《八仙过海》：刘异龙饰曹国舅
- 1985年香港版ATV電視劇《八仙过海》：凌文海饰曹国舅
- 1985年香港版TVB電視劇《杨家将》：張英才饰曹国舅
- 1985年大陸版電影《八仙的传说》：王夫棠饰曹国舅
- 1993年香港版電影《笑八仙》：郑丹瑞饰曹国舅
- 1996年香港版TVB電視劇《西游记》：梁健平饰曹国舅
- 1998年新加坡版電視劇《东游记》：李海杰饰曹国舅
- 1998年香港版TVB電視劇《西遊記（貳）》：梁健平饰曹国舅
- 2002年大陸版電視劇《笑八仙之素女的故事》：刘全刚饰曹国舅
- 2006年大陸版電視劇《八仙传奇》：简远信饰曹国舅
- 2008年大陸版電視劇《八仙全传》：朱海飛饰曹国舅
- 2011年大陸版電視劇《碧波仙子》：王全有饰曹国舅
- 2014年大陸版電視劇《劍俠》：張迪饰曹国舅
- 2014年大陸版電視劇《蓬萊八仙》：吳磊（少年）、黃維德饰曹国舅
- 2016年大陸版電視劇《仙班校园》：周大勇饰曹国舅
- 2018年大陸版電視劇《小戏骨：八仙过海》：陳帥饰曹国舅

## 延伸阅读
[在维基数据编辑]
 《宋史·卷464》，出自脱脱《宋史》